# Stazione di Tama-Center

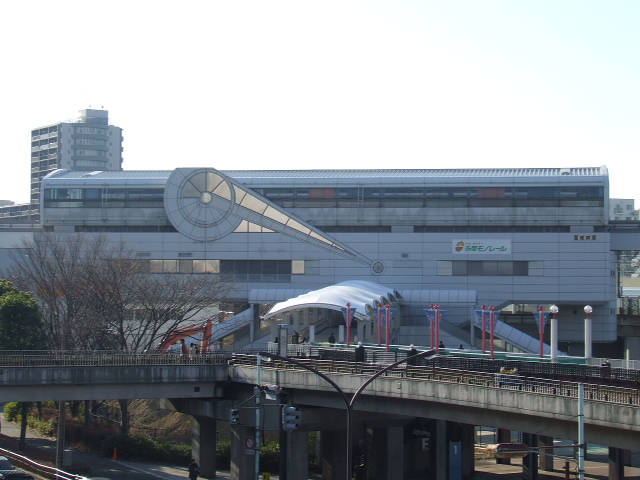
La stazione della monorotaia

La stazione di Tama-Center (多摩センター駅?, Tama-Center-eki) è un complesso che include di fatto tre stazioni, Keiō Tama-Center (京王多摩センター駅?, Keiō Tama-Center-eki), servente la linea Keiō Sagamihara della Keiō Corporation, la stazione di Odakyū-Tama-Center (小田急多摩センター駅?, Odakyū Tama-Center-eki), sulla linea Odakyū Tama delle Ferrovie Odakyū, e la stessa stazione di Tama-Center, servente la monorotaia Tama Toshi. La stazione si trova nella città di Tama, conurbata con Tokyo in Giappone.

## Linee
Keiō Corporation
● Linea Keiō Sagamihara
 Ferrovie Odakyū
● Linea Odakyū Tama
 Monorotaia Tama Toshi
● Monorotaia Tama Toshi

## Struttura
La stazione è costituita da due fabbricati viaggiatori, divisi in base all'operatore, ma praticamente integrati in un unico corpo di fabbrica sopraelevato, rappresentando quindi un comodo interscambio. Tutte le tre linee dispongono di binari su viadotto a diverse altezze.

### Stazione Keiō
La stazione è realizzata su viadotto, con quattro binari passanti e due marciapiedi lunghi 210 metri dotati di sale d'attesa climatizzate. Il mezzanino si trova al piano inferiore, collegato ai binari da scale fisse, mobili e ascensori.
| 1-2 | ● Linea Keiō Sagamihara |  | per Minami-Ōsawa e Hashimoto                                      |
| 3-4 | ● Linea Keiō Sagamihara |  | per Keiō-Nagayama, Inadazutsumi, Chōfu, Shunjuku e linea Shinjuku |

### Stazione Odakyū
Anche la stazione Odakyū è realizzata su viadotto, con due binari passanti e due marciapiedi in grado di ospitare treni da 10 casse, dotati di sale d'attesa climatizzate. I binari sono protetti da porte di banchina per evitare possibili cadute causate dal forte vento che soffia in questa zona. Il mezzanino si trova al piano inferiore, collegato ai binari da scale fisse, e ascensori. Le pensiline inoltre sono coperte da pannelli solari, che contribuiscono ad alimentare la stazione.
| 1 | ● Linea Odakyū Tama    |  | per Tama-Center e Karakida                   |
| 2 | ● Linea Odakyū Odawara |  | per Shin-Yurigaoka, Shunjuku e linea Chiyoda |

### Stazione Monorotaia
La stazione è capolinea per la monorotaia Tama Toshi, e dispone di due binari tronchi con due marciapiedi laterali. Il fabbricato viaggiatori è disegnato con una linea che ricorda una locomotiva a vapore.
| 1-2 | ● Monorotaia Tama Toshi |  | per Takahatafudō, Tachikawa-Kita e Kamikitadai |

## Stazioni adiacenti
| «                     | Servizio                                         | »                 |
| Linea Odakyū Tama     | Linea Odakyū Tama                                | Linea Odakyū Tama |
| --------------------- | ------------------------------------------------ | ----------------- |
| Odakyū-Nagayama       | Tutti i treni                                    | Karakida          |
| Linea Keiō Sagamihara |                                                  |                   |
| Keiō-Nagayama         | Espresso sezionale Rapido Locale                 | Keiō-Horinouchi   |
| Keiō-Nagayama         | Espresso speciale Semiespresso speciale Espresso | Minami-Ōsawa      |
| Monorotaia Tama Toshi |                                                  |                   |
| Matsugaya             | -                                                | Capolinea         |